# 江種辰明
江種 辰明（えぐさ たつあき、1976年10月28日 - ）は、日本の柔道家。野村忠宏と同じく長く日本の60kg級を代表する選手。得意技は背負い投げ、釣込腰。
福岡県行橋市出身、福岡工業大学附属城東高等学校・天理大学卒。
アジア大会やアジア選手権で優勝経験があるほか、2005年と2007年の世界柔道選手権大会にも出場している。2008年、嘉納治五郎杯東京国際柔道大会ワールドグランプリ2008優勝。
拓殖大学柔道部特別コーチとして指導も行なっていた。

## 主な試合記録
1994   愛知国体柔道競技少年男子(福岡チーム先鋒)  優勝
1995   全日本ジュニア柔道選手権大会    優勝
1998   グルジア国際柔道選手権大会    優勝
1998   講道館杯全日本体重別選手権大会   3位
1999   嘉納治五郎杯国際柔道選手権大会   2位
1999   アジア柔道選手権大会 (温州)   3位
1999   フランス国際柔道選手権大会   2位
1999   全日本選抜柔道体重別選手権大会    3位
1999   熊本国体柔道競技成年男子(東京チーム先鋒)   優勝
1999   韓国国際柔道選手権大会    3位
1999   講道館杯全日本体重別選手権大会   3位
2000   全日本選抜柔道体重別選手権大会    2位
2000   韓国国際柔道選手権大会    3位
2000   ロシア大統領杯国際柔道大会(団体)   3位
2000   アジア柔道選手権大会(東京)   優勝
2001   アジア柔道選手権大会(ウランバートル)   3位
2001   ハンガリー国際柔道選手権大会   優勝
2001   チェコ国際柔道選手権大会    3位
2001   宮城国体柔道競技成年男子(東京チーム先鋒)   優勝
2002   日本国際柔道選手権大会    2位
2002   ロシア国際柔道選手権大会    優勝
2002    エストニア国際柔道選手権大会   優勝
2002   全日本選抜柔道体重別選手権大会    3位
2002    ワールドカップ国別団体柔道大会(スイス・バーゼル)   優勝
2002   モスクワグランプリ国際柔道選手権大会    優勝
2002   講道館杯全日本体重別選手権大会   優勝
2003   全日本選抜柔道体重別選手権大会    3位
2003   講道館杯全日本体重別選手権大会   2位
2003   アジア柔道選手権大会(済州)   3位
2004   全日本選抜柔道体重別選手権大会    2位
2004    全国警察柔道大会(団体先鋒)   優勝
2004   全国警察選手権大会             (個人-66kg)   優勝
2004   講道館杯全日本体重別選手権大会   優勝
2004   アジア柔道選手権大会(アルマトイ)   3位
2005   フランス国際柔道選手権大会   2位
2005   全日本選抜柔道体重別選手権大会    優勝
2005   全国警察柔道大会(団体先鋒)   優勝
2005   岡山国体柔道競技成年男子(東京チーム先鋒)   優勝
2005   アジア柔道選手権大会(タシュケント)   ２位
2005   世界柔道選手権大会(カイロ)  7位
2006   ドイツ国際柔道選手権大会    優勝
2006   全日本選抜柔道体重別選手権大会   優勝
2006   ワールドカップ国別団体柔道大会(フランス・パリ)   3位
2006   全国警察柔道大会(団体先鋒)   優勝
2006   兵庫国体柔道競技成年男子(東京チーム先鋒)   優勝
2006   アジア大会(カタール・ドーハ)   優勝
2007   フランス国際柔道選手権大会   2位
2007   全日本選抜柔道体重別選手権大会   3位
2007   世界柔道選手権大会(リオデジャネイロ)    7位
2007   全国警察柔道大会(団体先鋒)   優勝
2007   嘉納治五郎杯国際柔道選手権大会   3位
2008   全日本選抜柔道体重別選手権大会   3位
2008   全国警察選手権大会(個人-66kg)   優勝
2008   大分国体柔道競技成年男子(東京チーム先鋒)   優勝
2008   全国警察柔道大会(団体先鋒)   優勝
2008   講道館杯全日本柔道体重別選手権大会   2位
2008   世界柔道団体選手権大会(-66kg)    5位
2008   嘉納治五郎杯国際柔道選手権大会(ワールドグランプリ)    66kg優勝
2009   アジア柔道選手権大会(台北)   66kg優勝
2009   全日本選抜柔道体重別選手権大会   2位
2009   ワールドカップ国際柔道選手権大会(グルジア・トビリシ)-66kg   5位
2009   グランドスラム国際柔道大会(ブラジル・リオデジャネイロ)-66kg   5位
2009    全国警察柔道大会(団体先鋒)   優勝
2010    ブラジル国際柔道団体選手権大会    優勝
2010    全国警察柔道大会(団体先鋒)   優勝